# Rivière Maheu
Pour les articles homonymes, voir Maheu.
La rivière Maheu coule dans les municipalités de Saint-Pierre-de-l'Île-d'Orléans, de Saint-Laurent-de-l'Île-d'Orléans et de Saint-Jean-de-l'Île-d'Orléans, dans la municipalité régionale de comté (MRC) de L'Île-d'Orléans, dans la région administrative de la Capitale-Nationale, dans la province de Québec, au Canada.
La partie inférieure de cette petite vallée est desservie par le chemin Royale (route 368) qui longe la rive sud-est de l'Île-d'Orléans. La sylviculture constitue la principale activité économique de la partie supérieure de cette vallée ; et l'agriculture dans la partie inférieure.
La surface de la rivière Maheu est généralement gelée du début de décembre jusqu'à la fin de mars ; toutefois la circulation sécuritaire sur la glace se fait généralement de la mi-décembre à la mi-mars. Le niveau de l'eau de la rivière varie selon les saisons et les précipitations ; la crue printanière survient en mars ou avril.

## Géographie
La rivière Maheu prend naissance en zone forestière à l'embouchure d'un tout petit lac non identifié (longueur : moins de cent mètres ; altitude : 136 m), dans Saint-Pierre-de-l'Île-d'Orléans. Cette source est située à une centaine de mètres au sud-ouest de la Route des Prêtres, à 1,7 km au sud-est du centre du village de Saint-Pierre-de-l'Île-d'Orléans, à 3,1 km au sud-est du chenal de l'Île d'Orléans et à 2,7 km au nord-est de la rive du fleuve Saint-Laurent (chenal des Grands Voiliers).
À partir de cette source, le cours de la rivière Maheu descend sur 11,8 km, avec une dénivellation de 132 m, selon les segments suivants :
- 5,9 km vers le nord-est en zone forestière dans Saint-Pierre-de-l'Île-d'Orléans, d'abord en coupant la route des Prêtres, en recueillant un ruisseau (venant du sud-ouest), jusqu'à un coude de rivière situé correspondant à un ruisseau (venant du nord) ;
- 4,0 km d'abord vers l'est en zone forestière en entrant dans Saint-Laurent-de-l'Île-d'Orléans, vers l'est en entrant en zone agricole, en courbant vers le nord et en recueillant un ruisseau (venant du sud) avant d'entrer dans Saint-Jean-de-l'Île-d'Orléans, jusqu'à un coude de rivière ;
- 1,9 km vers le sud-est en zone agricole en formant une boucle vers l'est, puis en traversant une série de rapides jusqu'à son embouchure[1].

La rivière Maheu se déverse au fond de la Rade Maheu dans Saint-Jean-de-l'Île-d'Orléans, soit à la limite de Saint-Jean-de-l'Île-d'Orléans (côté nord-est) et de Saint-Laurent-de-l'Île-d'Orléans (côté sud-ouest). Cette rade est enjambée une centaine de mètres plus loin par le pont de la route 368. Cette rade dont le grès d'environ 0,24 km à marée basse, est rattachée au Chenal des Grands Voiliers dont la largeur est de 3,2 m à cet endroit et est traversée par le fleuve Saint-Laurent.

## Toponymie
La désignation toponymique rivière Maheu évoque le souvenir de René Maheu, pilote sur le fleuve, dont une concession lui a été accordée en 1651. Originaire de Paris, Maheu était neveu du premier pionnier de la Nouvelle-France, Louis Hébert. René Maheu est présent en Acadie en 1610 et 1612 ; une première concession en Nouvelle-France lui est accordée en 1637. René Maheu se maria le 23 mai 1648 à La Rochelle, en France, à Marguerite Courivault (Corriveau). À la suite du décès en 1661 du pionnier Maheu, son fief fut transmis à son fils Jean-Paul Maheu. Marguerite Corriveau fut désignée tutrice des enfants mineurs de René Maheu (Maheust).
Selon un plan de 1659, le fief Maheu comportait le cours d'eau désigné rivière Saint-Louis sur l'Île d'Orléans. Jadis, ce cours d'eau drainait un marécage désigné localement lac à Maheu. En 1689, le lac à Maheu et la rivière du même nom figurent sur un plan géographique. À cause du creusage des ruisseaux, ce marais s'est asséché au cours de l'histoire, et ce toponyme est disparu des cartes géographiques. Ainsi, le nom du propriétaire du fief a supplanté celui de rivière Saint-Louis dans l'usage populaire.
Le toponyme rivière Maheu a été officialisé le 5 décembre 1968 à la Banque des noms de lieux de la Commission de toponymie du Québec.